# Carlo Andrea Pelagallo
Carlo Andrea Pelagallo, italijanski rimskokatoliški duhovnik, škof in kardinal, * 30. marec 1747, Rim, † 6. september 1822, Osimo.

## Življenjepis
3. decembra 1809 je prejel duhovniško posvečenje. 18. decembra 1815 je bil imenovan za škofa Osima e Cingolija; 18. februarja 1816 je prejel škofijsko posvečenje.
8. marca 1816 je bil povzdignjen v kardinala in imenovan za kardinal-duhovnika Ss. Nereo ed Achilleo.